# Lingua fon
La lingua fon  o fon-gbe (nome locale : Fɔngbè), è una lingua veicolare parlata nel Benin, in Nigeria e nel Togo. È stata fatta oggetto di molti studi linguistici (fonologia, lessico e sintassi).

È la lingua più parlata nel Benin, essendo praticata da circa il 50 % della popolazione, principalmente nel sud e nel centro del paese. 
La parola di questa lingua più conosciuta sul piano internazionale è vodun, che significa Lo Spirito a parte, e da cui è derivato il termine Vudù, dopo che essa venne portata ad Haiti dagli schiavi.

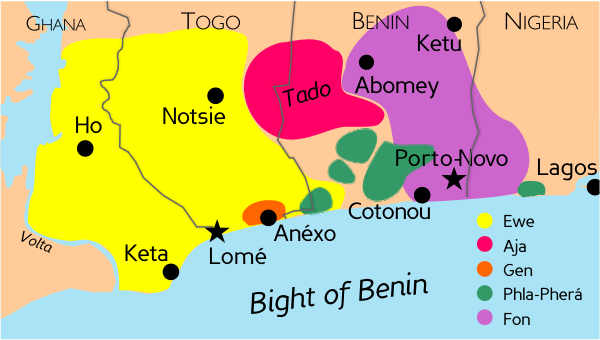
Ripartizione delle principali lingue gbe (da Capo 1988, 1991), Il fon è in violetto.

## Pronuncia

### Vocali
|             | Anteriore | Centrale | Posteriore |
| ----------- | --------- | -------- | ---------- |
| Chiusa      | i, ĩ      |          | u, ũ       |
| Semi-chiusa | e, (ẽ)    |          | o, (õ)     |
| Semi-aperta | ɛ, ɛ̃      |          | ɔ, ɔ̃       |
| Aperta      |           | a, ã     |            |

### Consonanti
|                   | Bilabiale | Bilabiale | Labio- dentale | Labio- dentale | Alveolare | Alveolare | Post- alveolare | Post- alveolare | Retroflessa | Retroflessa | Palatale | Palatale | Velare | Velare | Labio-velare | Labio-velare |
| ----------------- | --------- | --------- | -------------- | -------------- | --------- | --------- | --------------- | --------------- | ----------- | ----------- | -------- | -------- | ------ | ------ | ------------ | ------------ |
| Occlusiva         | (p)       | b         |                |                | t         | d         |                 |                 |             | ɖ           |          |          | k      | g      | k͡p           | ɡ͡b           |
| Nasale            | m         | m         |                |                | n         | n         |                 |                 |             |             | r        | r        |        |        |              |              |
| Fricativa         |           |           | f              | v              | s         | z         | ʃ               | ʒ               |             |             |          |          | x      | ɣ      | xʷ           | ɣʷ           |
| Vibrante          |           |           |                |                | ɲ         | ɲ         |                 |                 |             |             |          |          |        |        |              |              |
| Spirante          |           |           |                |                |           |           |                 |                 |             |             | j        | j        | w      | w      |              |              |
| Spirante laterale |           |           |                |                | l         | l         |                 |                 |             |             |          |          |        |        |              |              |

## Scrittura
Il fon viene scritto utilizzando l'alfabeto latino. In Benin, l’Alphabet des langues nationales pubblicato nel 1975, e rieditato nel 1990, definisce le lettere ed i digrammi utilizzati nell'ortografia fon.
| Maiuscole       | A   | B   | C   | D   | Ɖ   | E   | Ɛ   | F   | G   | GB   | H   | I   | J    | K   | KP   | L   | M   | N   | NY  | O   | Ɔ   | P   | R   | S   | T   | U   | V   | W   | X   | Y   | Z   |
| Minuscole       | a   | b   | c   | d   | ɖ   | e   | ɛ   | f   | g   | gb   | h   | i   | j    | k   | kp   | l   | m   | n   | ny  | o   | ɔ   | p   | r   | s   | t   | u   | v   | w   | x   | y   | z   |
| Valore fonético | /a/ | /b/ | /c/ | /d/ | /ɖ/ | /e/ | /ɛ/ | /f/ | /g/ | /ɡ͡b/ | /ɣ/ | /i/ | /dʒ/ | /k/ | /k͡p/ | /l/ | /m/ | /n/ | /ɲ/ | /o/ | /ɔ/ | /p/ | /l/ | /s/ | /t/ | /u/ | /v/ | /w/ | /x/ | /j/ | /z/ |

Le vocali nasalizzate si scrivono con la lettera della vocale seguita dalla lettera ‹ n ›.
| Grafia          | an | ɛn | in | ɔn | un |
| Valore fonético | ɑ̃  | ɛ̃  | ĩ  | ɔ̃  | ũ  |

## Mesi dell'anno
| In italiano | In fon       | Significato                                          |
| ----------- | ------------ | ---------------------------------------------------- |
| gennaio     | alunsun      | mese della siccità                                   |
| febbraio    | zofinkplɔsun | mese della bruciatura dei campi                      |
| marzo       | xwejisun     | mese della prima pioggia dell'anno                   |
| aprile      | lidosun      | mese in cui si semina il miglio                      |
| maggio      | nuxwasun     | mese della sarchiatura                               |
| giugno      | ayidosun     | mese in cui si seminano i fagiolini                  |
| luglio      | liyasun      | mese in cui si raccoglie il miglio                   |
| agosto      | avuvɔsun     | mese del freddo                                      |
| settembre   | zosun        | mese della seconda raccolta del cibo                 |
| ottobre     | kɔnyasun     | mese in cui si impasta la terra per costruire i muri |
| novembre    | abɔxwisun    | mese in cui il sorgo muore                           |
| dicembre    | woosun       | mese dell'harmattan (vento caldo e polveroso)        |